# Sparkasse Hochsauerland
Die Sparkasse Hochsauerland ist eine öffentlich-rechtliche Sparkasse mit Sitz in Brilon. Die vollständige Firmierung lautet Sparkasse Hochsauerland – Zweckverbandssparkasse des Hochsauerlandkreises und der Städte Brilon, Hallenberg, Medebach, Olsberg, Winterberg und der Gemeinde Bestwig.

## Träger
Träger der Sparkasse ist der Sparkassenzweckverband, der von dem Hochsauerlandkreis, den Städten Brilon, Hallenberg, Medebach, Olsberg, Winterberg und der Gemeinde Bestwig gebildet wird.

## Geschichte
Die Sparkasse wurde am 1. Januar 1978 durch einen Zusammenschluss der früheren Kreissparkasse Brilon, der Amtssparkasse Hallenberg sowie den Stadtsparkassen Medebach und Winterberg gegründet. Zum 1. Juli 2004 wurde die Sparkasse Bestwig übernommen.
Die Sparkassen Arnsberg-Sundern, Hochsauerland und Mitten im Sauerland haben eine Fusion zum 1. Januar 2025, die zur Bildung der neuen Sparkasse Mitten im Sauerland mit Hauptsitz in Meschede und über 620 Mitarbeitern führt, beschlossen. Fusionsbedingte Kündigungen sollen ausgeschlossen sein.

## Geschäftszahlen
Die Sparkasse Hochsauerland wies im Geschäftsjahr 2023 eine Bilanzsumme von 1,41 Mrd. Euro aus und verfügte über Kundeneinlagen von 1,002 Mrd. Euro. Gemäß der Sparkassenrangliste 2023 liegt sie nach Bilanzsumme auf Rang 290. Sie unterhält 17 Filialen/Selbstbedienungsstandorte und beschäftigt 230 Mitarbeiter.